# إدي غولدن
إدي غولدن (بالإنجليزية: Eddie Golden) هو مصارع محترف أمريكي، ولد في 1973 في نوكسفيل في الولايات المتحدة.

## روابط خارجية
- إدي غولدن على موقع CageMatch worker (الإنجليزية)